# 浙江吉利控股集団
浙江吉利控股集団有限公司（ジーリーホールディンググループ、Zhejiang Geely Holding Group Co., Ltd.）は、中国の民間大手自動車メーカー「吉利汽車」や、スウェーデンの自動車メーカー「ボルボ・カーズ」を傘下に持つ持株会社である。またスウェーデンの「ボルボ・グループ」や、ドイツの自動車メーカー「メルセデス・ベンツ・グループ」の株主である。
創業者で董事長（取締役会長）は、李書福。

## 概要

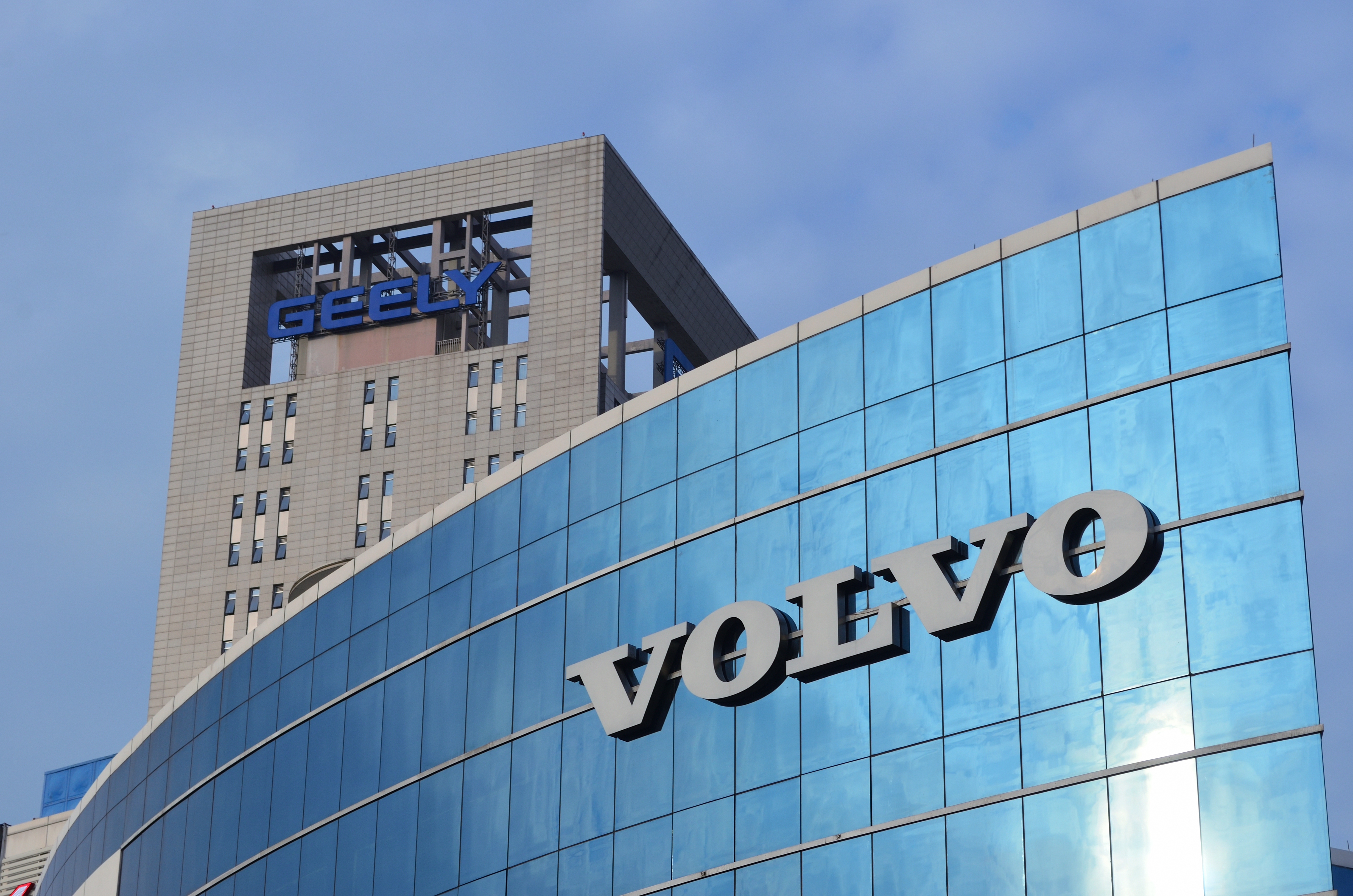
吉利汽車の本社の隣にあるボルボ中国本社

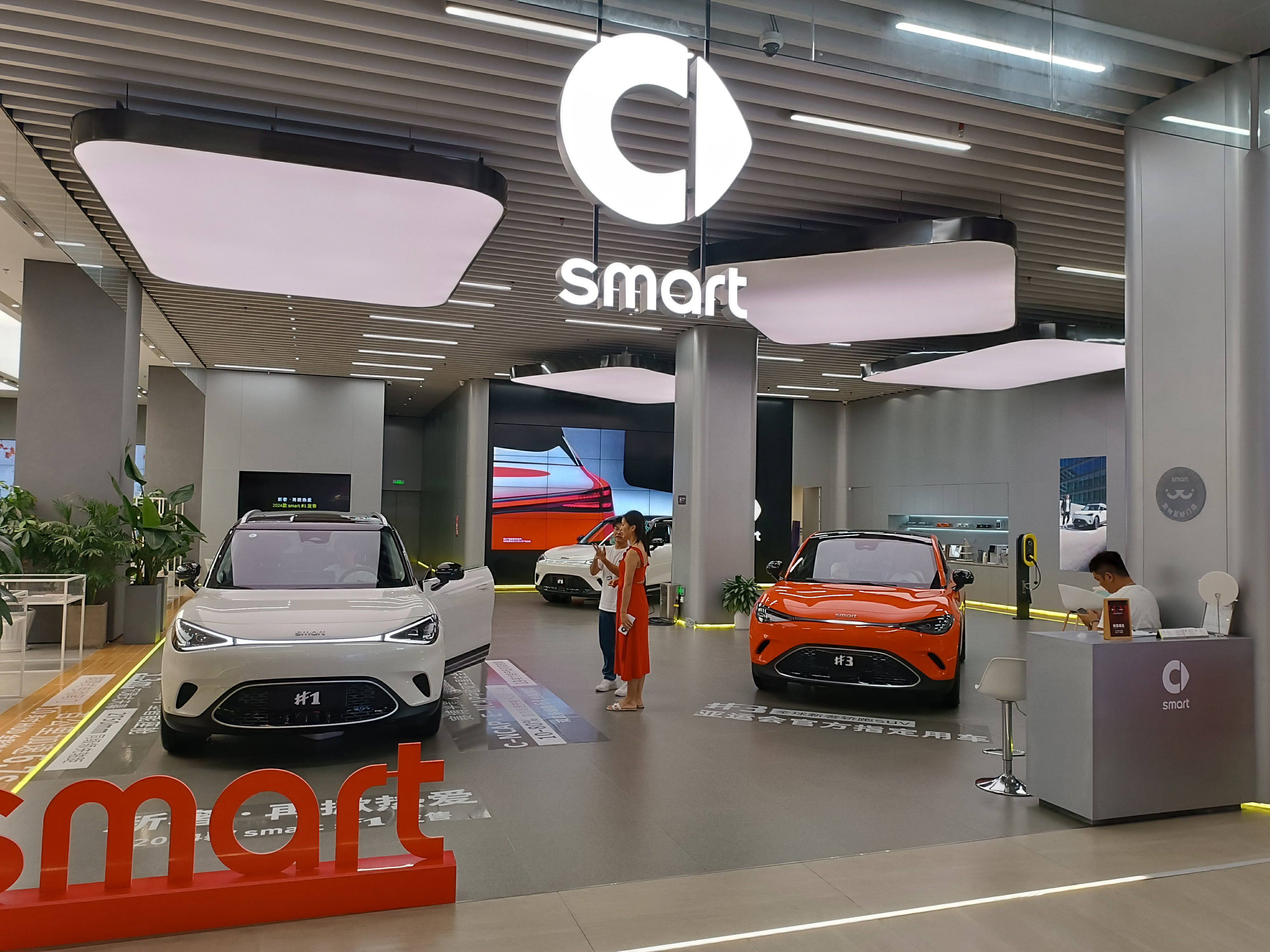
smartのショールーム（深圳市）

浙江省杭州市に本社を置き、1986年に設立。1997年に吉利汽車を設立し、自動車業界に参入した。
傘下の吉利汽車（Geely）、Lynk & Co、Zeekrのブランド名で自動車を製造、販売している。また、ボルボ・カーズ、ポールスター、プロトン、ロータス・カーズ、スマート、オートバイメーカーのベネリなどを傘下に持つ。そして、ボルボ・グループ、メルセデス・ベンツ・グループ、アストンマーティンの株式を保有している。
2023年はグループで世界合計279万台の自動車を販売した。内98万台が電気自動車だった。

## 歴史
- 1986年 - 冷蔵庫のメーカーとして設立。
- 1994年4月 - バイクの製造事業に参入。
- 1996年5月 - 吉利集団有限会社を設立。
- 1997年 - 完成車の製造・販売分野に参入。自動車の製造を開始（吉利汽車、ジーリー、Geely Automobile）
- 2003年5月 - 浙江吉利国潤汽車有限公司を設立。
- 2004年
  - 香港で上場。中国の自動車メーカートップ10企業、中国企業ベスト500など中国の自動車ブランドのリーダー的存在。
  - 4月 - 北京にある北京吉利大学文学院が中国で初めてのモーターショー専門モデル養成学部（吉利自動車モデル学科）を設置した。この学部は4年制で、ファッション、演技、ダンス、茶道、またモデルとしての自らの売り込み方などの28科目を教えている。また、「航空サービス学科」もある。
- 2010年
  - 3月 - フォード・モーターからボルボ・カーズを買収する契約に最終合意。あくまで資本的な親会社であり、ボルボ・カーズの経営や車づくりに吉利汽車は関与しない。同時期、ロンドンタクシーを生産していたロンドンタクシーインターナショナル（LTI）の株式を保有していたマンガニーズ・ブロンズから経営権を委譲されると共に、コスト削減のため車体の製造も受託し、イギリス国内では最終組み立てのみを行うことを決定した[22]。
  - 8月 - フォードからのボルボ・カーズ買収が完了[23]。
- 2017年
  - 5月 - マレーシアの自動車メーカーであるプロトン株の49.9%を取得。同社傘下であるロータス・カーズの株式も51%を取得した[24]。
  - 11月 - スカイカーを開発しているテラフージアを買収した[25]。
- 2018年
  - 2月 - メルセデス・ベンツの所有で知られるダイムラーAGの株式9.69％を取得して筆頭株主となったことが開示資料で発表された[19]。
  - 6月 - ボルボ・グループ（ABボルボ）の株式8.2％を取得して筆頭株主（議決権ベースでは投資会社のIndustrivärdenに次ぐ）となった[18][26][27]。
- 2019年3月 - ダイムラーとともに有人ドローンを開発するボロコプターの株式10%を共同出資で取得した[28]。
- 2020年1月 - ダイムラーとともにEV化を目指してスマートの事業を統括する合弁会社を折半出資で設立した[29]。また、同年11月にダイムラーとHV用のガソリンエンジンを共同開発することを発表した[30]。
- 2021年
  - 1月 - 中国の大手IT企業百度とEV開発のパートナーシップを締結し、百度と合弁で集度汽車を設立した[31]。
  - 8月 - フランスのルノーグループと中国、韓国でハイブリッド車の合弁事業に乗り出すことで合意[32]。
- 2022年
  - 1月 - フランスのルノーグループと提携を結び、吉利傘下であるボルボが開発したCMAをベースとした新型ハイブリッドカーをルノー傘下であるルノーコリア自動車釜山工場にて2024年より生産すると発表[33]。
  - 5月 - ルノーは、ルノーコリア自動車の株式34％を2640億ウォン（2億7000万ドル）で売却すると発表した。ルノーは自国市場てこ入れや電気自動車（EV）への投資を拡充する[34]。
  - 9月 - アストンマーティンの株式の7.6％を取得[35]。
- 2023年5月 - アストンマーティンに約3億ドルを追加出資。これにより同社株式の17％を保有する、第3位の株主になった[20]。

## 主要株主
李書福など。

## 主要子会社
- 上海華普汽車
- ボルボ・カーズ - 2010年3月にフォードからボルボ・カーズを買収する契約に最終合意し、同年8月に買収を完了した。
- Terrafugia - Terrafugia Transitionを製造するベンチャー企業
- 北京吉利大学
- 華菱星馬汽車 - 2020年7月に買収。
- ロータス・カーズ - イギリスのスポーツカーメーカー
- ポールスター - スウェーデンのブランド
- プロトン - マレーシアの国営自動車メーカー
- スマート - ドイツの自動車メーカー
- ロンドンEVカンパニー（LEVC）

## 中国政府との関係
創業者の李書福は、中国共産党の習近平総書記が「吉利を支援せずしてどの企業を支援するのか」と述べるほど、習が浙江省党委書記だった時代から親しい間柄にあるとされる。また、李書福の妻の彭麗娟は習近平の妻である彭麗媛の妹という家族関係もある。

## テレビ番組
- 日経スペシャル カンブリア宮殿 村上龍×世界最大市場 中国自動車革命の旗手（2010年12月23日、テレビ東京）[39]